# Tweed Shire Council
Tweed Shire Council is een Local Government Area (LGA) in de Australische deelstaat New South Wales. Tweed Shire Council telt 80.935 inwoners. De hoofdplaats is Murwillumbah .